# Vùng công nghiệp Thượng Silesia

Phần trung tâm của Khu công nghiệp Upper Silesian - Đô thị Upper Silesian.

Khu công nghiệp Upper Silesian (tiếng Ba Lan: Górnośląski Okręg Przemysłowy, phát âm [gurnɔˈɕlɔ̃skʲi ˌɔkrɛŋk pʂɛmɨˈswɔvɨ], viết tắt Ba Lan: GOP [gɔp]; tiếng Đức: Oberschlesisches Industriegebiet) là một khu vực công nghiệp lớn ở Ba Lan. Nó nằm chủ yếu ở tỉnh Silesian, có trung tâm ở Katowice.
Nó nằm ở phía bắc của Lưu vực than Upper Silesian, ngôi nhà của 5 triệu người (khu vực đô thị Silesian), biên giới phía tây nam của Khu vực than Rybnik (Ba Lan: Rybnicki Okręg Węglowy, ROW)  và biên giới phía tây với Khu đô thị Ostrava. Bao gồm 3.200 km² và khoảng 3 triệu người.
Khu công nghiệp Upper Silesian nằm ở tỉnh Upper Silesia và Zagłębie Dąbrowskie ở miền nam Ba Lan trong một lưu vực giữa sông Vistula và Oder.
Khu công nghiệp Upper Silesian là một khu vực tập trung công nghiệp rất lớn. Chủ yếu sản xuất ở đây:
- Ngành khai thác mỏ (hơn một chục mỏ than đang hoạt động, chủ yếu là Katowicki Holding Węglowy và Kompania Węglowa)
- Ngành sắt thép (hơn một chục hoạt chất sắt và kim loại màu)
- Ngành vận tải (ví dụ hãng General Motors Ba Lan và Fiat Auto Ba Lan, Konstal, Bumar abędy)
- Ngành công nghiệp năng lượng (hơn một chục nhà máy)
- Ngành cơ khí
- Công nghiệp hóa chất